# Godwi und Godwine

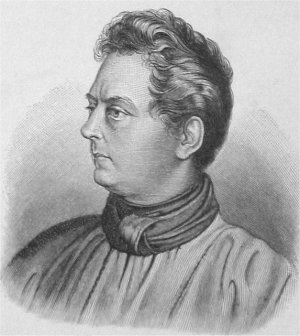
Clemens Brentano
(1778–1842)

Godwi und Godwine ist das Fragment eines Lustspiels von Clemens und Bettina Brentano. Nach dem 11. Januar 1802 wurde vermutlich nicht weiter daran gearbeitet.

## Inhalt
Julie leidet an Asthenie. Nach John Brown sollen „seltsame Dinge reitzen“, so heißt es. Der junge Mediziner Dr. Wissefeld, ein Jünger Browns, hat eine Arznei gegen jene Krankheit: die Liebe. Auf Gegenliebe stößt er nicht. Im Gespräch äußert Julie einer anderen Frau gegenüber: „Ich bin nicht in der Lage den Herrn Doctor zu lieben, und wäre ich es so würde ich es nicht so thun.“
Godwi, stets beleidigend direkt, inszeniert gemeinsam mit seiner Geliebten Godwine eine Intrige. „Ich will mich in ihre Geliebte Verlieben und sie ausbeißen“, sagt er frech zum Doctor. Während Godwi dem Doctor, der „am Herzen leidet“, in der Tat ein kleines Liebesabenteuer mit Julie vorspielt, stellt sich die kokette Godwine krank. Sie will als Patientin den Doctor Wissefeld umgarnen und somit von seiner Liebe heilen. Hier bricht das Fragment ab. Wir wissen nicht, wie der Doctor, der „zu viel Herz für einen Arzt“ hat, auf die Intrige reagieren wird. Zumindest sagt er noch am Schluss: „Todes, Planloses Leben“, als er mitansehen muss, wie Julie Godwi am Fenster schamlos küsst. Die Frage nach dem Verhältnis des titelgebenden Paares wird stiefmütterlich behandelt. Nach der Szene am Fenster schwärmt Godwi vor Godwine: „… o das himmlische Mädchen, habe ich denn endlich die Seele gefunden die mir genügt o Julie – Julie!“ Godwine ist befremdet.

## Zitate
- „nur der ist groß, der größer ist.“[5]
- Der Name Godwi wird kommentiert: „Ja der sonderbare Herr – ich glaub er heist wie Gott,“[6]

## Rezeption
- Nach Schultz[7] hat das Lustspiel nichts mit dem „Godwi“ zu tun. Als Brentano 1798 in Jena studierte, wollte er Arzt werden. Schultz mutmaßt, Brentano nehme Bezug auf die Romantische Medizin Schellings.

### Zitierte Textausgabe
- Hartwig Schultz (Hrsg.): Godwi und Godwine. S. 181–225 in Jürgen Behrens (Hrsg.), Wolfgang Frühwald (Hrsg.), Detlev Lüders (Hrsg.): Clemens Brentano. Sämtliche Werke und Briefe. Band 12. Dramen I. 970 Seiten. Leinen. W. Kohlhammer, Stuttgart 1982, ISBN 3-17-007043-6